# Diệp Văn Kỳ
Diệp Văn Kỳ (1895 - 1945); là nhà văn, nhà báo trước 1945 tại Việt Nam.

## Thân thế và sự nghiệp
Ông sinh trưởng tại Huế. Thân sinh là Giáo sư Diệp Văn Cương (1862 - 1929, sinh quán ở Cao Lãnh) và Công nữ Thiện Niệm (con của Thoại Thái Vương Nguyễn Phúc Hồng Y, em vua Dục Đức và là cô ruột vua Thành Thái) và cũng là một trong những người bạn của Chủ tịch Hồ Chí Minh hồi ông ở Huế.
Sau khi học xong tiểu học và trung học ở Huế, ông được thầy Phan Văn Cử (cũng là người mai mối cho ông Kỳ đến làm rể ông Hiển) và Lê Quang Hiển (là cha vợ và cũng là bạn học cùng lớp) giúp đỡ sang Pháp du học . Lúc ấy, ông đã là người "thông Hán học và Tây học" .

### Quá trình hoạt động
Ở Pháp, ông tham gia đảng Lập hiến của Bùi Quang Chiêu, Dương Văn Giáo, viết bài cho báo Việt Nam hồn của Nguyễn Thế Truyền, và còn cùng với ông chủ báo này in truyền đơn, kêu gọi người Việt ở Pháp biểu tình để đòi ân xá cho cụ Phan Bội Châu.
Đỗ Cử nhân Luật khoa, Diệp Văn Kỳ về nước, hành nghề luật sư ở Cao Lãnh (nay thuộc tỉnh Đồng Tháp). Trong thời gian ở đó, ông đã thành lập Hội khuyến học và tổ chức nhiều buổi diễn thuyết về văn hóa. Sau vì nghe theo lời cụ Trà Giang (cha ông Phan Văn Thiết), ông bỏ nghề luật sư sang làm báo, để có cơ hội tranh đấu nhiều hơn. Đầu tiên ông viết cho Nam Trung nhật báo và Đông Pháp thời báo (Le Courrier Indochinois) của Nguyễn Kim Đính.
Năm 1927, ông mua lại tờ Đông Pháp thời báo, ông đã cho mời các nhà báo nổi tiếng đất Bắc như Tản Đà, Ngô Tất Tố, Phan Khôi...vào Sài Gòn cộng tác. Tờ Đông Pháp thời báo do ông làm Chủ nhiệm hoạt động cho tới năm 1928 thì ngừng xuất bản (số 809 ngày 22-12-1928) để cho ra mắt tờ báo mà ông mới được cấp giấy phép là tờ Thần Chung; sau đó giấy phép của tờ Đông Pháp Thời Báo được ông Kỳ trả lại cho Nguyễn Kim Đính, ông Đính có lúc định tái tục tờ báo này, nhưng rốt cục việc không thành.
Đầu năm 1929, Diệp Văn Kỳ xuất bản tờ Thần Chung do chính ông sáng lập và làm chủ nhiệm, với sự cộng tác đắc lực của Nguyễn Văn Bá (giáo sư xuất thân Trường Sư phạm Hà Nội), Đào Trinh Nhất, Bùi Thế Mỹ, Phan Khôi, v.v...Tờ báo này được ký giả (nhà báo) Tế Xuyên đánh giá như sau: 
Tờ Thần Chung của Diệp Văn Kỳ không sống dai, tuy nhiên được tổ chức chu đáo. Bộ biên tập gồm những người có năng lực, phân công rõ rệt, với nhiều cộng sự viên xứng đáng và một ban giám đốc có tinh thần khoa học, trong khi các tờ báo khác còn trong tình trạng luộm thuộm, tiểu công nghệ và chỉ huy theo tinh thần gia đình.
Tồn tại từ số 1 (ngày 7-1-1929) cho đến số 344 (ngày 24-3-1930), báo Thần Chung bị đình bản .
Năm 1938, Diệp Văn Kỳ lại tích cực tham gia phong trào "Đông Dương Đại hội" với nhóm La Lutte. Nhưng chỉ mấy tháng sau, phong trào bị nhà cầm quyền Pháp khủng bố, và ra lệnh trục xuất ông về Trung Kỳ. Để trốn tránh, ông giả dạng làm một tu sĩ nhưng vẫn bị quân Pháp bắt dẫn độ về Huế cùng với Bùi Thế Mỹ và Đào Trinh Nhất. Non một năm sau, lệnh trục xuất mới được thu hồi, ông liền trở lại Sài Gòn tiếp tục hoạt động như trước .

### Qua đời
Trong thời kỳ quân Nhật chiếm đóng Việt Nam, viên đại úy Nhật là Noda từng kiếm cách dùng ông. Sau nhiều lần thoái thác, tránh né, cuối cùng ông về sống ở Trảng Bàng (Tây Ninh) với người anh cột chèo là kỹ sư Phan Mính (con trai trưởng cụ Phan Thúc Duyện). Tại đây, ông bị một người bên vợ là Nguyễn Chín (út) giết chết (cùng với Phan Mính) ở Củ Chi trong năm 1945 để đoạt của chứ không phải bị giết vì lý do chính trị. Tuy nhiên, theo Hứa Hoành thì:
"Tháng Tám năm 1945, Việt Minh cướp chính quyền ở Nam Bộ. Họ lùng sục tìm bắt những người khác chính kiến, nhóm Đệ Tứ, đảng Lập hiến để thủ tiêu. Lần này ông Kỳ cũng giả làm thầy dòng, trốn trong nhà thờ Trảng Bàng (Tây Ninh), nhưng cũng bị Việt Minh phát giác, rồi bắt dẫn đi, hạ sát trong đêm tối"..

## Tác phẩm
Tác phẩm của ông có quyển Chế độ báo giới Nam Kỳ (1938) và nhiều bài báo.

## Nhận xét
Diệp văn Kỳ là một trí thức vào hàng kỳ cựu. Du học ở Pháp về, ông không ra làm công chức cho chánh phủ thuộc địa mà nghe theo lời các ân nhân đứng ra lập Hội Khuyến học, rồi làm báo, viết văn, tham gia các hội đoàn chống Pháp công khai tại Sài Gòn.
Trong đời làm báo, ông nổi danh ngay từ đầu với các tờ Đông Pháp thời báo, Công Luận, Trung Lập, nhất là tờ Thần Chung do ông làm Chủ nhiệm. Thơ, văn của ông rất bình dị...
Ngoài ra, ông còn được tiếng là người hào phóng, biết thương thuộc cấp và biết quý trọng nhân tài. Sách Từ điển nhân vật Lịch sử Việt Nam kể: 
Chính trong lúc làm báo này, ông Kỳ và Tản Đà (Nguyễn Khắc Hiếu) tao phùng. Vốn tính hào phóng, ông đã giúp cho Tản Đà 1.000 đồng lúc mới sơ ngộ, khiến làng văn, làng báo còn truyền giai thoại cảm khái.

## Thông tin thêm
- Đông Pháp thời báo là tờ báo có từ 4 đến 8 trang khổ 65 x 40 cm, xuất bản 3 kỳ/tuần (thứ Hai, thứ Tư, thứ Sáu), số đầu ra ngày 2 tháng 5 năm 1923, số cuối (số 809) ra ngày 22 tháng 12 năm 1928. Ban đầu báo do Nguyễn Kim Đính điều khiển, sau vì thua lỗ nên phải bán lại cho Diệp Văn Kỳ và Nguyễn Văn Bá (từ số 635, thứ Sáu ngày 14 tháng 10 năm 1927). Hai ông này đã biến tờ báo từ chỗ "có khuynh hướng thân chính phủ" trở nên "có khuynh hướng đối lập". Chính vì vậy, nó "là tờ báo có rất nhiều người đọc [10].
- Theo Hoàng Đức, thì ông Kỳ còn là một doanh nhân:

Theo Vương học giả (Vương Hồng Sển) và ông bác mà tôi quen, thì ở Mỹ Tho ngày xưa ngay bến sông Tiền chỗ ngã ba sông, có một cái nhà ga và một bến tàu thủy. Mà tàu thủy ngày xưa nếu nói đến loại tàu lớn, tiện lợi và hiện đại nhất, phải nói đến tàu đò Nam Vang của ông Diệp Văn Kỳ (con của ông Diệp Văn Cương, một nhà tư sản hồi đó rất có công sức trong việc thành lập bến tàu đò lục tỉnh). Tàu rộng lớn, từng "ca-bin" được trang bị như một khách sạn nổi trên sông với đủ hạng, mỗi ngày chạy hai chuyến Mỹ Tho - Sài Gòn và ngược lại...
- Tác giả Mộng Đài, trong hồi ký của mình, có chép lại bài thơ của ông Kỳ tặng bà như sau:

Cái kiếp trần duyên, kiếp đọa đày
Non Tiên sao khéo lạc loài đây?!
Trớ trêu thu thủy hoa in nguyệt
Đỏng đảnh Xuân Tiêu liễu vẽ mày
Sóng sắc lập lòe con nước động
Gió hương phưởng phất cánh hoa lay.
Trông em khó nổi vô tình được
Mượn bút làm duyên để giải khuây.